# Robert av Anjou
Robert den starke av Anjou, död 866, var regerande greve av Maine 851–856, markgreve av Neustrien 861–866, och greve av Anjou och Nantes 861–866.